# Eglise Saint-Just (Arbois)

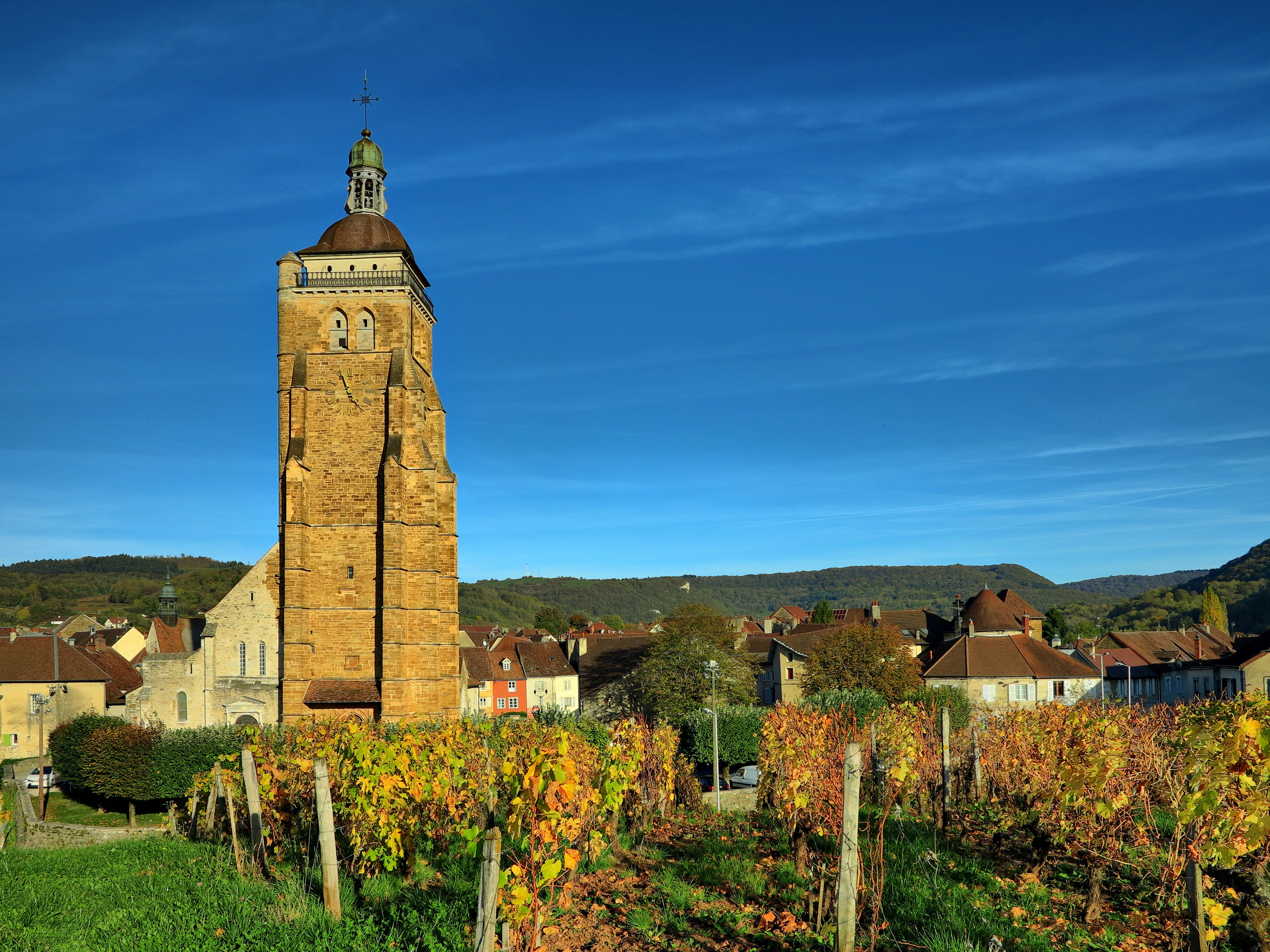
Eglise Saint-Juste te midden van de wijngaarden van Arbois (Frankrijk)

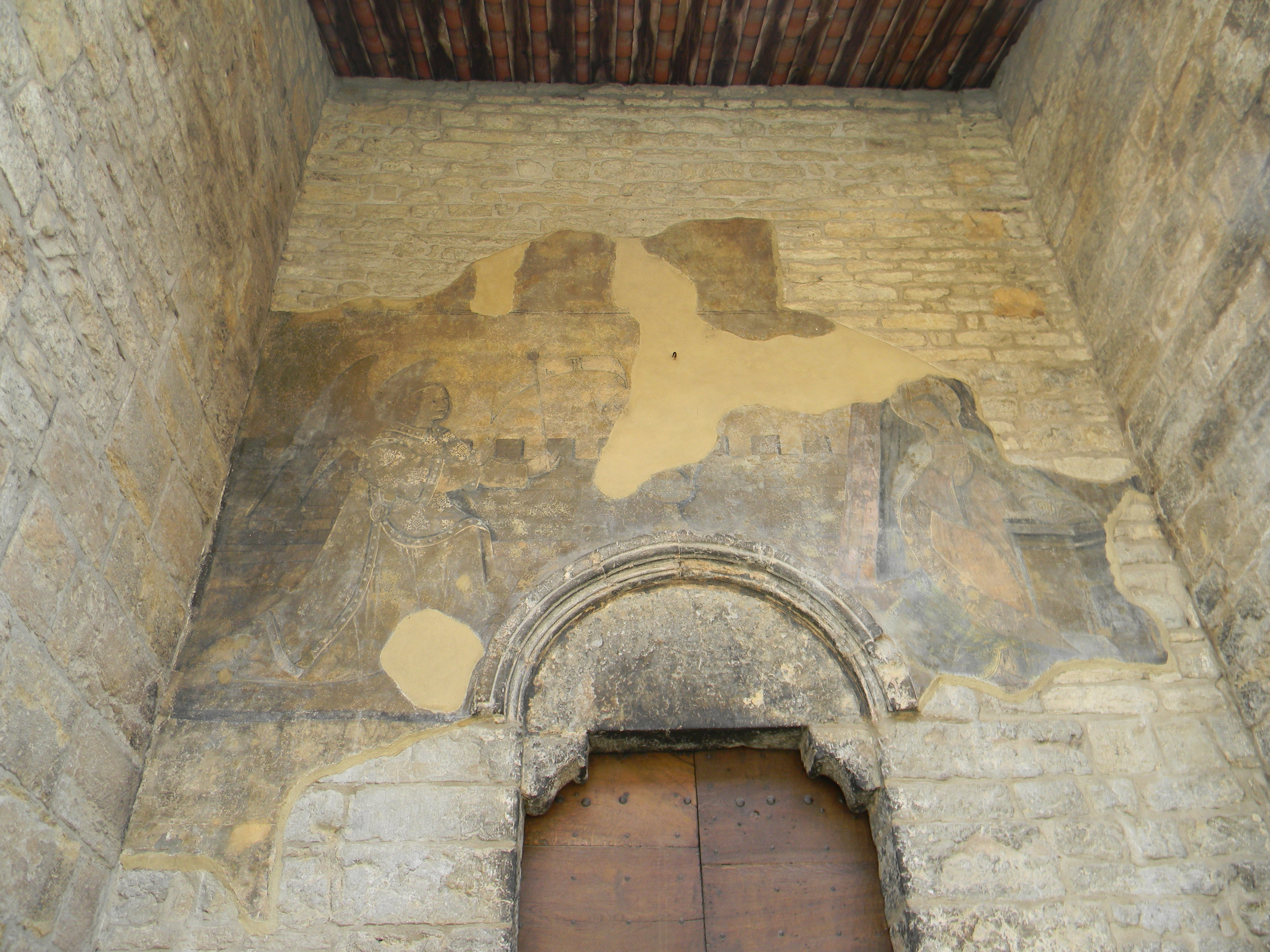
Fresco van de Annunciatie, 15e eeuw

De kerk Saint-Just of église Saint-Just (11e eeuw) bevindt zich in het dorp Arbois, departement Jura, in de Franse landstreek Franche-Comté. De parochie behoort tot het aartsbisdom Besançon. De kerk is toegewijd aan de heilige Justus van Lyon, aartsbisschop van Lyon in de 4e eeuw.

## Historiek
Van de 13e eeuw tot de Franse Revolutie was de kerk Saint-Just een kloosterkerk. In deze periode beheerste de priorij Saint-Just van benedictijnen het stadsbeeld van Arbois. De stad Arbois kende daarnaast nog vijf kloosters, twee mannelijke en drie vrouwelijke. De priorij Saint-Just werd als een vesting in de versterkte stad beschreven. De rivier Cuisance vormde een natuurlijke verdediging van de stad.
Het romaanse deel van de kerk Saint-Juste dateert van de 11e eeuw, dus van voor er sprake was van een priorij op deze plek. In de 13e eeuw werd het houten dak afgebroken en kwam er een gotische bovenbouw in steen. Naast de romaanse buitenmuren moesten steunberen gebouwd worden om het gotisch gewelf te ondersteunen. In de 15e eeuw werd de kerk verfraaid, onder meer met meubilair en fresco's.
De kerktoren is van latere datum en verving een kleine versie die in de priorij stond. In 1528 bouwde de stad Arbois de grote kerktoren als een weertoren. De kerktoren maakte deel uit van de stadsmuren (1270-1674). Voor de bouw van de toren moest een deel van het transept van de kerk wijken. De toren was 75 meter hoog en boven had de stadswacht een volledig zicht over de streek. De weertoren werd gebouwd op bevel van aartshertogin Margaretha van Oostenrijk, landvoogdes van het vrijgraafschap Bourgondië (en van de Bourgondische Nederlanden). De kerktoren moest weerwerk bieden tegen invasies van het buurland Frankrijk. Op twee jaar tijd was de toren klaar (1528-1530) wat vrij snel was gezien de omvang ervan. De toren van Saint-Just schoot per ongeluk in brand tijdens een vuurwerk (1651). Het duurde nog tot begin 18e eeuw eer de kerktoren herbouwd werd. Ze was minder hoog dan voorheen: 60 meter in plaats van 75 meter. 
Koning Lodewijk XIV van Frankrijk besliste dat de stadsmuren van Arbois moesten gesloopt worden (1674). De stad Arbois werd een groot dorp. 
Na de Franse Revolutie (1789) werd de priorij Saint-Just afgebroken, met uitzondering van een massieve funderingsmuur; de kerk Saint-Just bleef verder bestaan als parochiekerk. In 1795 werd het orgel van de kapittelkerk van Notre-Dame d’Arbois, ingebouwd in de kerk Saint-Just. In de kerk bevindt zich een modern glasraam dat het jaarlijkse feest van Biou uitbeeldt in het dorp.
Sinds 1913 is de kerk beschermd historisch erfgoed van Frankrijk, met inbegrip van het orgel.